# Żukowo-Wawrzonki
Żukowo-Wawrzonki – wieś w Polsce położona w województwie mazowieckim, w powiecie płońskim, w gminie Raciąż.
Należała do rodziny Gorzechowskich herbu Ogończyk.
W latach 1975–1998 miejscowość administracyjnie należała do województwa ciechanowskiego.

## Zespół dworski Żukowa-Wawrzonki
Nr rej.: A-287 z 8.02.1995:
- dawny dwór mur. z pocz. XX w.,
- park ze stawami i kamienną rzeźbą z końca XIX w.,
- dwa budynki mieszkalne drewniane,
- spichlerz mur. z końca XIX w.,
- stodoła drewniana z ok. 1920 r.,
- obora mur. z końca XIX w.,
- chlewnia,
- kuźnia,
- lodownia,
- warsztat mechaniczny[7].